# 許德輝
許德輝（1907年10月24日—？），化名高登進，臺灣新竹市人，半山人士，中華民國軍統人物，在二二八事件作政府間諜，煽動民眾動亂，毆打外省人，製造蔣介石出兵的藉口>。

## 生平
許德輝為1907年10月24日生，新竹市人。
日本投降時，許德輝在福建作軍統闽南站预备组通讯员。闽南站为争得对驻厦门日本海军的受降权，取得军事委员会华安训练班代主任陳達元同意，派许德辉奉命乘漳嵩轮船公司所派专轮到厦门海面，用旗语通知日本海军。日本海军回信交许德辉，拒绝向华安班投降。陈达元等对日军拒降愤怒，不顾受降官的反对，率部先闯入厦门，强行接收。
1945年10月，軍統連謀與黃昭明著手組織台北市流氓角頭、浪人，呈文台灣行政長官陳儀，成立「義勇糾察隊」，共五百餘人聽命於總隊長劉明、副總隊長黃昭明指揮，協助政府接收工作，經費由劉明的振山實業公司捐助，許德輝亦協助組織。11月，台北市警察局指控其隊員良莠不齊、行為越軌，主張義勇糾察隊解編，台北市長黃朝琴向陳儀建議，將義勇糾察隊隊員安插警局、消防隊。12月2日，義勇糾察隊解散，陳儀核示警察局、消防隊酌量安插，送警察訓練所受訓者仍應經考試手續。
政府接收台灣後，以化名高登進作保密局台北站直屬通訊員。1947年二二八事件爆發時，任台北二二八事件處理委員會治安組組長。毛人鳳弟毛簡（又名毛大可）時任保密局臺北站站長，電文許德輝曰：「時局危殆、岌岌不保，生死存亡關頭，吾人應冒險為危難，以明大義、識大體之信心，以力圖挽回時機。」，促其滲透入台北市民間的維持秩序組織，經奉化名張秉承的軍統局臺灣站站長林頂立同意。他擔任二二八處委會組長，並將情報拍往南京。他同時擔任台北市臨時治安委員會的忠義服務隊總隊長作反間，鼓動台北的不良分子製造斷亂升高省籍對立，又要求延平中學學生維護治安。忠義服務隊公然打劫，結隊横行，假公濟私，例如御成町月宮酒家女主人被勒索十餘萬元，女招待被綁架，嘉義閣旅社被勒索三十餘萬元。
事後許德輝向毛人鳳遞交《臺灣二二八事變反間工作報告書》中，表明反間身分，並稱蔣渭川、延平中學董事劉傳明參與作亂。